# Pieter Verhees
Pieter Verhees (Lommel, 8 dicembre 1989) è un pallavolista belga.
Gioca nel ruolo di centrale nella Porto Robur Costa.

## Carriera
La carriera professionistica di Pieter Verhees comincia nella stagione 2006-07 quando entra a far del Maaseik, militante nella massima divisione del campionato belga: resta legato alla società per due stagioni, vincendo uno scudetto, due coppe nazionali ed una Supercoppa. Entrato nel giro delle nazionali giovanili, nel 2007 vince la medaglia di bronzo al campionato europeo Under-19.
Nella stagione 2008-09 viene ceduto all'Asse-Lennik, dove resta per tre annate; nel 2009 ottiene le prime convocazioni nella nazionale maggiore. Per il campionato 2011-12 torna alla società di Maaseik, con cui vince nuovamente scudetto, Coppa del Belgio e Supercoppa.
Nella stagione 2012-13 viene ingaggiato dalla società italiana del Top Volley di Latina, in Serie A1, dove milita per due stagioni, per poi passare nella stagione 2014-15 al Modena Volley, con cui vince la Coppa Italia. Milita in Serie A1 anche nella stagione 2015-16, vestendo la maglia del Volley Milano, dove resta per due annate, e in quella 2017-18 con la Callipo Sport. Per il campionato 2018-19 si accasa alla Porto Robur Costa di Ravenna, sempre nella massima divisione italiana.

## Palmarès

### Club
- Campionato belga: 2

2007-08, 2011-12
- Coppa del Belgio: 3

2006-07, 2007-08, 2011-12
- Coppa Italia: 1

2014-15
- Supercoppa belga: 2

2006, 2011

### Nazionale (competizioni minori)
- Campionato europeo Under-19 2007

### Premi individuali
- 2017 - Superlega: Miglior centrale